# هيو أليوت
هيو أليوت (بالإنجليزية: Hugh Elliot)‏ هو سياسي بريطاني (وحمل سابقاً جنسية المملكة المتحدة لبريطانيا العظمى وأيرلندا)، ولد في 23 فبراير 1848، وتوفي في 30 أبريل 1932. حزبياً، نشط في الحزب الليبرالي. في الانتخابات العمومية البريطانية 1885 ‏، انتخب عضو برلمان المملكة المتحدة الـ23 عن دائرة North Ayrshire (UK Parliament constituency) ‏ (24 نوفمبر 1885 – 26 يونيو 1886) وفي الانتخابات العمومية البريطانية 1886 ‏، انتخب عضو برلمان المملكة المتحدة الـ24 عن دائرة North Ayrshire (UK Parliament constituency) ‏ (1 يوليو 1886 – 28 يونيو 1892).